# Đại học Carnegie Mellon
Đại học Carnegie Mellon (tiếng Anh: Carnegie Mellon University, viết tắt là CMU) là một trường đại học nghiên cứu tư thục ở Pittsburgh, Pennsylvania, Hoa Kỳ.
Tiền thân của CMU là trường kỹ thuật Carnegie thành lập vào năm 1900 bởi Andrew Carnegie. Năm 1912, trường trở thành Viện Công nghệ Carnegie và bắt đầu cấp bằng cử nhân bốn năm. Năm 1967, Viện Công nghệ Carnegie sáp nhập với Viện Nghiên cứu Công nghiệp Mellon để tạo thành Đại học Carnegie Mellon hiện nay.
Hiện đây là đại học tốt thứ 22 tại Mỹ, theo US News & World Reports.